# Carchuna
Carchuna es una localidad española de la entidad local autónoma de Carchuna-Calahonda, en el municipio de Motril, situada en la parte central de la Costa Granadina (provincia de Granada), en Andalucía. Esta localidad comprende, además, los núcleos de La Perla y  La Chucha; y se sitúa entre Calahonda y Torrenueva Costa.
Carchuna está al sureste del núcleo urbano de Motril y de Torrenueva Costa, en la zona conocida como Los Llanos de Carchuna. Limita al sur con el mar Mediterráneo, al norte con la sierra del Conjuro, al oeste con el cabo Sacratif y al este con Calahonda, hasta el Farillo de Carchuna como límite.

## Historia
Esta población tiene su origen con el asentamiento en Los Llanos, donde pequeños agricultores fueron formando el núcleo poblacional en torno al almacén agrícola construido por Florentino Vázquez y su esposa Marina Cortés de la Torre en 1953, junto a su sobrino el empresario local Fulgencio Spá. Sus primeros habitantes procedían de diversas localidades de la Alpujarra como Torvizcón o Rubite. El despegue definitivo llegó con la construcción de un nuevo poblado a cargo del Instituto Nacional de Colonización, con base en un proyecto de 1965 firmado por Víctor López Morales.
En 1974 termina de construirse por el Instituto Nacional de Reforma y Desarrollo Agrario (IRYDA) un pueblo de los llamados de «colonización». Este situaba justo al lado del núcleo antiguo «el pueblecillo», construido con escasos medios por los propios agricultores que se fueron asentando en el llano, con lo que la afluencia de población crece de forma espectacular. La inmigración también ha hecho crecer en los últimos años este pueblo, al punto de superar su población las 2000 personas.
Desde el principio Carchuna fue un núcleo de población dependiente de Motril. El 29 de noviembre de 1996, en acuerdo plenario del Ayuntamiento de Motril, se acordó por unaminidad iniciar el procedimiento una Entidad Local Autónoma que agrupase a Carchuna y a Calahonda por su estrecha relación. 
No fue hasta el 18 de marzo de 2005 que se publicó en el Boletín Oficial de la Junta de Andalucía (BOJA) la creación de la Entidad Local Autónoma de Carchuna-Calahonda.

## Economía
La agricultura marca el ritmo de crecimiento económico de este pueblo y tiene su punto de inflexión en el desarrollo de la agricultura intensiva bajo plástico. Los invernaderos cambian el paisaje, pero también la economía carchunera que gira fundamentalmente en torno a estas explotaciones agrarias. No obstante, Carchuna tiene también un fuerte atractivo turístico que se centra en las playas y donde diferentes negocios hosteleros y campings ofertan una interesante propuesta para los visitantes.

## Cultura

### Monumentos

#### Castillo de Carchuna
El castillo de Carchuna, también conocido como «el fuerte», poseía cuatro cañones. En cuanto al personal que tenía asignado, la dotación era de un oficial y 18 hombres de infantería; 1 cabo y 8 hombres de caballería, para patrullar la playa; un cabo y 4 artilleros; un guarda-almacén y un capellán.
Los franceses primero y los británicos después lo dejaron mal parado hasta la actualidad, siguiendo un lento proceso de deterioro. También fue este castillo protagonista de un capítulo importante de la historia de la guerra civil española, cuando el 23 de mayo de 1938 se produce un rescate de presos republicanos, en su mayoría asturianos, que allí se encontraban.